# Počítačová animace
Počítačová animace je animace vytvářená výhradně pomocí výpočetní techniky. Při tvorbě počítačové animace se používá speciální grafický software. Existují v podstatě dva druhy animace: 2D (dvourozměrná) a 3D (trojrozměrná). Většina programů vytváří animaci pomocí klíčových snímků - poloha grafického objektu je určena uživatelem pomocí klíčových snímků (keyframes) a program sám dopočítá pohyb mezi těmito dvěma polohami. Příkladem programu na jednoduchou počítačovou animaci může být například Pivot Stickfigure Animator.

## Nejpoužívanější software pro počítačovou animaci

### 3D
- Maya (Autodesk)
- Houdini (Side Effects Software)
- Cinema 4D (Maxon Computer)
- Blender (Blender Foundation) - zdarma
- 3ds Max (Autodesk)
- Zbrush (Pixologic) - jen modelování

### 2D
- Toon Boom Harmony
- Moho
- Blender (Blender Foundation) - zdarma
- Cartoon Animator
- Adobe Animate